# Nokie Edwards
Nokie Edwards (9. května 1935 – 12. března 2018) byl americký kytarista. Hraní na strunné nástroje se věnoval již od dětství. Počínaje rokem 1960 působil ve skupině The Ventures, kterou opustil v roce 1968. Následně se vydal na sólovou dráhu, při níž se mu však nedostávalo takového úspěchu jako v The Ventures a roku 1972 se do kapely vrátil. Kapelu opustil v roce 1984, ale později s ní znovu občasně vystupoval. Během své kariéry spolupracoval i s dalšími hudebníky. Zemřel po operaci kyčelního kloubu ve věku 82 let.